# Tornioniemi
Tornioniemi este o arie protejată (arie specială de conservare — SAC, sit de importanță comunitară — SCI, arie de protecție specială avifaunistică — SPA) din Finlanda întinsă pe o suprafață de 47 ha, integral pe uscat.

## Localizare
Centrul sitului Tornioniemi este situat la coordonatele 62°06′59″N 28°11′54″E / 62.1164°N 28.1983°E.

## Înființare
Situl Tornioniemi a fost declarat sit de importanță comunitară în august 1998 pentru a proteja 1 specie de animale. Alte tipuri de protecție:
- arie de protecție specială avifaunistică (în august 1998)[2]
- arie specială de conservare (în aprilie 2015)[1][3][4]

## Biodiversitate
Situată în ecoregiunea boreală, aria protejată conține 3 habitate naturale: Mlaștini turboase de tranziție și turbării mișcătoare, Taiga vestică, Mlaștini împădurite.
La baza desemnării sitului se află o specie protejată de  mamifere: veveriță zburătoare siberiană (Pteromys volans).
Pe lângă speciile protejate, pe teritoriul sitului au mai fost identificate 1 specie de păsări.